# Windsor—Tecumseh—Lakeshore
Pour la circonscription provinciale, voir Windsor—Tecumseh (circonscription provinciale).
Pour les articles homonymes, voir Windsor et Tecumseh (homonymie).
Circonscription électorale fédérale du Canada
Windsor—Tecumseh (anciennement Windsor—St. Clair Windsor—Sainte-Claire et Windsor—Lac Sainte-Claire) est une circonscription électorale fédérale située en Ontario.

## Historique
La circonscription de Windsor—Lac Sainte-Claire est créée en 1987 avec des parties d'Essex—Windsor et de Windsor—Walkerville. Renommée Windsor—Sainte-Claire en 1989, elle change à nouveau de nom en 1996 pour devenir Windsor—St. Clair. 
En 2003, La circonscription devient Windsor—Tecumseh, créée avec des parties d'Essex et de Windsor—St. Clair.

## Géographie
En 1987, la circonscription de Windsor—Lac Sainte-Claire comprend:
- La partie est de la ville de Windsor
- La ville de Tecumseh
- Le village de St. Clair Beach

En 2013, la circonscription est située sur l'extrême sud de l'Ontario sur les rives de la rivière Détroit. La circonscription représente une partie de la ville de Windsor et la ville de Tecumseh. Les circonscriptions limitrophes sont Essex et Windsor-Ouest.

## Liste des députés
| Législature               | Années       | Député            | Député            | Parti                      |
| ------------------------- | ------------ | ----------------- | ----------------- | -------------------------- |
| Windsor—Lac Sainte-Claire |              |                   |                   |                            |
| 34e                       | 1988-1993    |                   | Howard McCurdy    | Nouveau Parti démocratique |
| Windsor—Sainte-Claire     |              |                   |                   |                            |
| 35e                       | 1993-1997    |                   | Shaughnessy Cohen | Libéral                    |
| Windsor—St. Clair         |              |                   |                   |                            |
| 36e                       | 1997-1999    |                   | Shaughnessy Cohen | Libéral                    |
| 36e                       | 1999-2000    | Rick Limoges      |                   | Libéral                    |
| 37e                       | 2000-2004    |                   | Joe Comartin      | Nouveau Parti démocratique |
| Windsor—Tecumseh          |              |                   |                   |                            |
| 38e                       | 2004–2006    |                   | Joe Comartin      | Nouveau Parti démocratique |
| 39e                       | 2006–2008    |                   | Joe Comartin      | Nouveau Parti démocratique |
| 40e                       | 2008–2011    |                   | Joe Comartin      | Nouveau Parti démocratique |
| 41e                       | 2011–2015    |                   | Joe Comartin      | Nouveau Parti démocratique |
| 42e                       | 2015–2019    | Cheryl Hardcastle |                   | Nouveau Parti démocratique |
| 43e                       | 2019–2021    |                   | Irek Kusmierczyk  | Libéral                    |
| 44e                       | 2021–Présent |                   | Irek Kusmierczyk  | Libéral                    |

## Résultats électoraux
|       | Candidat          | Parti              | # de voix | % des voix |
|       | Jo-Anne Gignac    | Conservateur       | +14 656,  | 27,47 %    |
|       | Frank Schiller    | Libéral            | +14 177,  | 26,58 %    |
|       | Cheryl Hardcastle | NPD                | +23 215,  | 43,52 %    |
|       | David Momotiuk    | Vert               | +01 047,  | 1,96 %     |
|       | Laura Chesnik     | Marxiste-léniniste | +00249,   | 0,47 %     |
| Total | Total             | Total              | 53 344    | 100 %      |

|       | Candidat         | Parti              | # de voix | % des voix |
|       | Denise Ghanam    | Conservateur       | +14 945,  | 33,55 %    |
|       | Irek Kusmierczyk | Libéral            | +05 764,  | 12,94 %    |
|       | (x) Joe Comartin | NPD                | +22 235,  | 49,92 %    |
|       | Kyle Prestanski  | Vert               | +01 354,  | 3,04 %     |
|       | Laura Chesnik    | Marxiste-léniniste | +00242,   | 0,54 %     |
| Total | Total            | Total              | 44 540    | 100 %      |

|       | Candidat          | Parti        | # de voix | % des voix |
|       | Denise Graham     | Conservateur | +09 826,  | 23,96 %    |
|       | Steve Mastroianni | Libéral      | +08 494,  | 20,71 %    |
|       | (x) Joe Comartin  | NPD          | +20 045,  | 48,87 %    |
|       | Kyle Prestanski   | Vert         | +02 649,  | 6,46 %     |
| Total | Total             | Total        | 41 014    | 100 %      |

## Circonscription provinciale
Depuis les élections provinciales ontariennes du 4 octobre 2007, la majorité des circonscriptions provinciales et des circonscriptions fédérales sont identiques.